# Condado de Lethbridge
El condado de Lethbridge es un distrito municipal canadiense situado en la provincia de Alberta.

## Superficie
Lethbridge tiene una superficie de 2815,66 km².

## Demografía
En 2021, tenía 10 120 habitantes, una densidad poblacional de 3,6 hab./km², y 3136 viviendas.